# Geografia del Venezuela
Il territorio continentale del Venezuela si trova nella parte settentrionale del Sudamerica, con il confine meridionale nei pressi dell'equatore. Confina a nord con il Mar dei Caraibi, a est con la Guyana, a sud con Colombia e Brasile e a ovest con la Colombia. Le sue acque territoriali confinano con Porto Rico e Isole Vergini (e quindi con gli Stati Uniti d'America), con isole del Regno dei Paesi Bassi (come Aruba, Bonaire, Curaçao e altre), la Repubblica Dominicana, le isole francesi Guadalupa e Martinica, Trinidad e Tobago, Colombia, Saint Kitts e Nevis, Regno Unito, Dominica, Santa Lucia, Saint Vincent e Grenadine, Granada e Guyana.
La superficie totale del Venezuela è di 1076945 kkm2, dei quali 886,348 kkm2 (96,7%) di terra e 30097 km² di acque, e a nord ha 4209 km di coste.

## Orografia
I rilievi del Venezuela variano dalle cime delle Ande a ovest alle pianure ad est e del centro-sud del Paese, alla Cordillera della Costa, considerata da molti la continuazione della Cordigliera andina a nord e alla vasta area di altopiani della Guayana venezuelana a sud dell'Orinoco, che rappresenta il 50% della superficie totale del Venezuela.
Le montagne più alte si trovano nella regione andina; 70 delle montagne che superano i 4300 m s.l.m. si trovano nello stato di Mérida, e 54 di queste nella Sierra La Culata.
La montagna più alta è il Pico Bolívar, la cui vetta raggiunge i 4978 metri
Nella tabella sotto, sono elencate le 10 montagne più alte del Venezuela:
| Montagna             | Vetta (metri) | Ubicazione              |
| -------------------- | ------------- | ----------------------- |
| Pico Bolívar         | 4 978         | Sierra Nevada de Mérida |
| Pico Humboldt        | 4 945         | Sierra Nevada de Mérida |
| Pico La Concha       | 4 922         | Sierra Nevada de Mérida |
| Pico Bonpland        | 4 883         | Sierra Nevada de Mérida |
| Pico Espejo          | 4 765         | Sierra Nevada de Mérida |
| Pico Piedras Blancas | 4 748         | Sierra La Culata        |
| Pico El León         | 4 740         | Libertador (Mérida)     |
| Pico El Toro         | 4 729         | Sierra Nevada de Mérida |
| Pico Pan de Azúcar   | 4 643         | Sierra La Culata        |
| Pico Mifes           | 4 630         | Sierra Nevada de Mérida |

## Idrografia

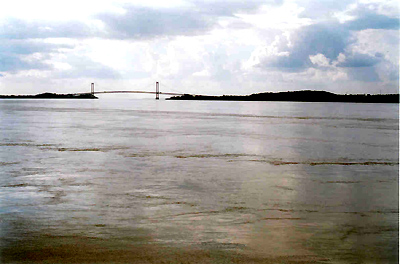
L'Orinoco a Ciudad Bolívar, nello stato omonimo.

L'idrografia del Venezuela è caratterizzata da tre grandi bacini idrografici: quello del mar dei Caraibi, dell'Oceano Atlantico e del lago di Valencia. Il bacino del mar dei Caraibi è formato da numerosi fiumi di breve lunghezza e scarsa portata, con l'eccezione del Rio Catatumbo, che nasce in Colombia e sfocia nel lago di Maracaibo, mentre nell'Oceano Atlantico sfociano i fiumi che costituiscono il bacino dell'Orinoco, terzo bacino più vasto di tutto il Sudamerica, mentre lo stesso Orinoco, con oltre 33000 m³/s, è il secondo fiume per portata del Sudamerica e il terzo del mondo, dopo il Rio delle Amazzoni e il Congo.

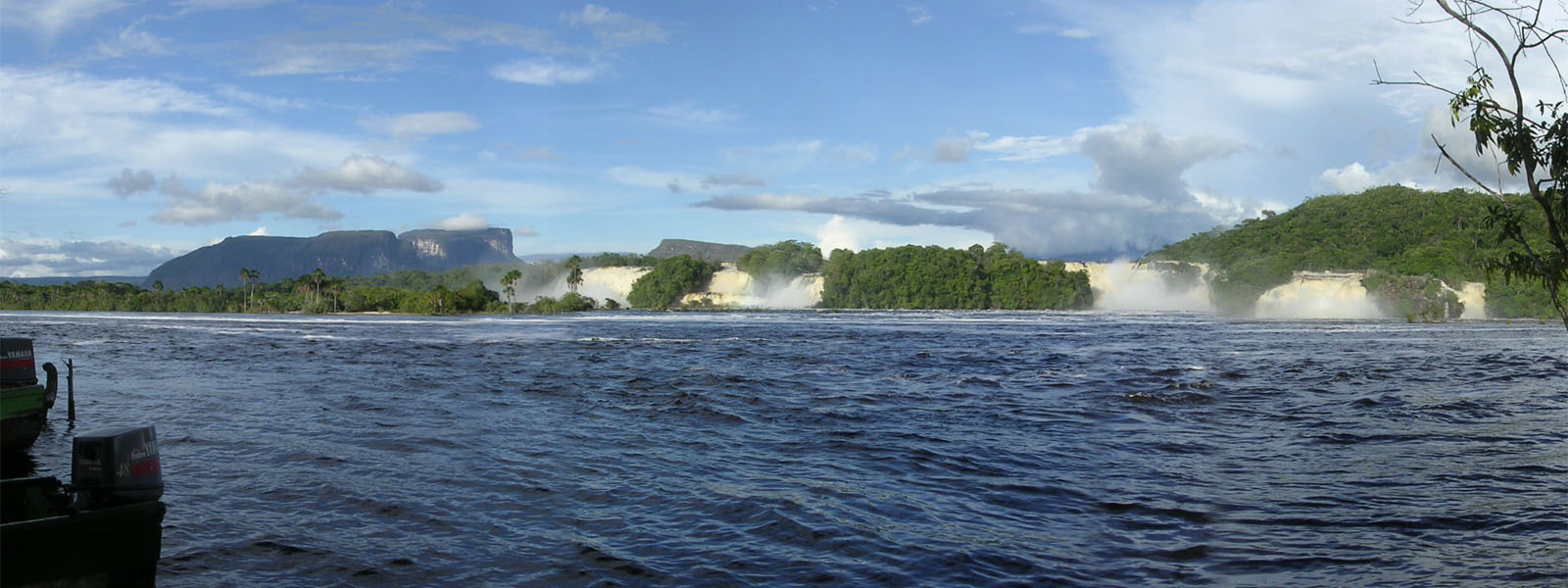
Cascate nel Parco nazionale di Canaima

I maggiori affluenti dell'Orinoco in territorio venezuelano sono l'Arauca e l'Apure, affluenti di sinistra, e il Ventuari, il Caura e il Caroní dal margine destro.
Sotto, alcuni dei maggiori fiumi che scorrono in territorio venezuelano.
- Amacuro
- Apure
- Arauca
- Atabapo
- Capanaparo
- Caronì
- Casiquiare
- Caura
- Cuchivero
- Cuquenán
- Guárico
- Manapire
- Meta
- Negro
- Orinoco
- Paragúa
- Portuguesa
- Tocuyo
- Ventuari

## Isole
Il Venezuela è uno degli Stati dell'America Latina con il maggior numero di isole e arcipelaghi, la maggioranza dei quali situati nel mar dei Caraibi. La maggior parte di esse sono disabitate, fanno eccezione Isla Margarita, la più grande e popolosa, Coche, che assieme a Margarita e Cubagua costituisce lo Stato insulare di Nueva Esparta, e l'arcipelago di Los Roques. Alcuni altri isolotti sono scarsamente abitati da pescatori, militari, e nel caso di isole fluviali, da indigeni dell'Amazzonia, come ad esempio la Isla Ratón, posta sul fiume Orinoco al confine con la Colombia.